# Печера Іллі
Печера Іллі (івр. מערת אליהו) — грот на горі Кармель в Хайфі, Ізраїль, пов'язаний з біблійним пророком Ілією. Згідно з традицією, Ілля молився в гроті, перш ніж кинути виклик жерцям Ваала на горі Кармель, і сховався або в тому ж, або в іншому сусідньому гроті від гніву Єзавелі.
Два гроти на горі Кармель у Хайфі історично називалися «Печерою Іллі»:
- на вулиці Алленбі в Хайфі, на горі Кармель, приблизно за 40 м над рівнем моря
- під вівтарем головної церкви  монастиря Стелла Маріс, на вершині гори Кармель

Печера на вулиці Алленбі протягом століть була місцем паломництва євреїв, християн, мусульман та друзів. Печера розділена на дві секції для окремих молитов: для чоловіків і для жінок. Стіни печери закриті оксамитовою завісою.

## Дивись також
Печера Патріархів
Гробниця Йосипа
Гробниця Рахилі